# 郭晶
郭晶（1990年—）是名中国妇女权利活动家、女性主义者、社会工作者、以及作家，现居中国湖北省武汉市。

## 生平
在2020年新冠肺炎期间，她因创作《武汉封城日记》而为人所知。她的日记得到广泛传播，被刊登在《纽约时报》、《纽约客》、《卫报》、BBC新闻等媒体中。其作品《武汉封城日记》在2020年3月由台湾联经出版社出版。
郭晶还是名女权活动家。2014年6月，她在找工作过程中因为遭受性别歧视将浙江的一家企业告上法庭并胜诉，该案被称为“浙江省性别歧视第一案”。
2017年，郭晶设立“074职场女性法律热线”，为在职场受到性别歧视的妇女提供帮助。她的行动得到广泛媒体报道，2019年9月21日，中央电视台《新闻调查》栏目报道了郭晶的反职场性别歧视行动。
2020年新冠肺炎期间，郭晶还发起“反家暴小疫苗”活动，倡议公众在关注因为新冠肺炎期间家暴案例激增的现象。

## 郭晶诉东方烹饪学校
2014年6月，郭晶看到杭州市西湖区东方烹饪职业技能培训学校正在招聘“文案”一职。她认为自己的背景符合岗位要求，于是投递了简历，却没有收到任何回应。于是她致电对方询问原因，对方表示因为这个岗位需要出差，所以仅限男性。
于是，2014年7月，她在杭州西湖区人民法院起诉被告东方烹饪职业技能培训学校违反《就业促进法》中的妇女平等就业权。被告辩称该职位需要和领导出差，学校的领导都为男性，所以该职位也需要是男性，这是出于保护女性的角度考虑。
2014年11月12日，西湖区人民法院判决郭晶胜诉，认为被告没有提交没有看郭晶是否符合招聘条件，而直接因为原告是女性就予以拒绝，侵犯了郭晶平等就业的权利，并直接指出被告的行为“对原告实施了就业性别歧视”。由此，人民法院判决被告赔偿郭晶精神损害抚慰金2000元（人民币）。该案被视为“浙江省性别歧视第一案”。

## 《武汉封城日记》
2020年1月23日，湖北省多市因疫情进入了紧急封锁状态，居住在武汉的郭晶开始以日记的形式记录下身边的所见所闻。她将日记公开在微博等中国社交媒体平台上，截止3月22日，日记已收获195万阅读量。封城期间，郭晶共创作日记77篇。
2020年2月，台湾联经出版社的编辑与郭晶取得联系。
2020年3月，联经出版选取其中的38篇，整理成书，以繁体中文在台湾出版。